# Clandestine Insurgent Rebel Clown Army

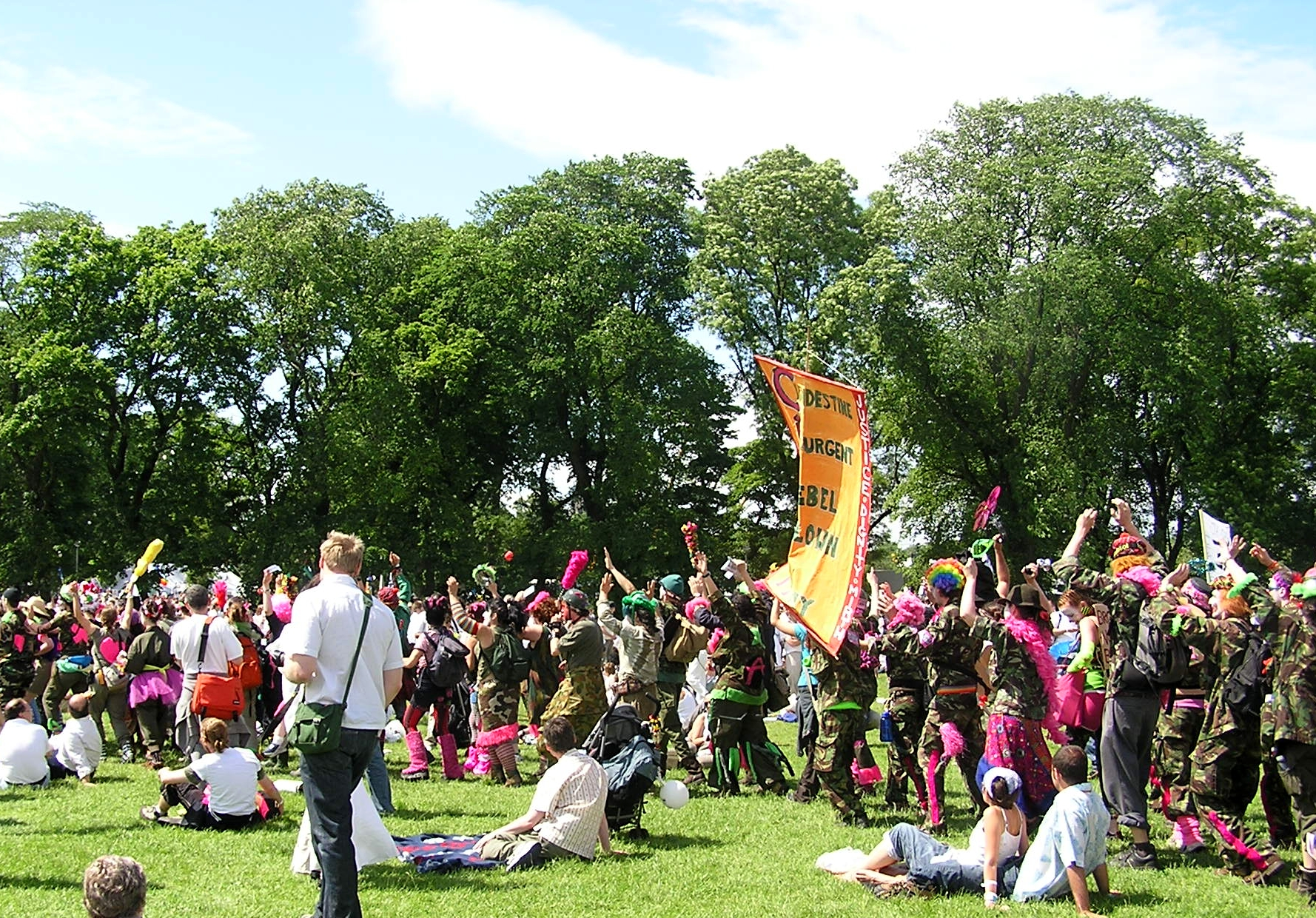
CIRCA beim Make-Poverty-History-Marsch in Schottland

Die Clandestine Insurgent Rebel Clown Army (CIRCA; Heimliche Aufständische Rebellen-Clownarmee) ist eine politisch linke, antiautoritäre Gruppe von Aktivisten, die sich als Clown verkleiden und mit gewaltfreien Aktionen zum Beispiel gegen Globalisierung, Militarismus, Castor-Transporte, Krieg und in ihren Augen nicht nachhaltige und wenig sozialverträgliche Aspekte der Wirtschaftsordnung protestieren. Die Gruppe hat ihren geographischen Ursprung in Großbritannien und ist ideologisch mit der Spaßguerilla der 1960er Jahre verwandt.

## Geschichte
CIRCA entstand aus der Bewegung der Direkten Aktion. Sie nahm an Protesten gegen den Besuch von George W. Bush in Großbritannien 2003 sowie an Demonstrationen gegen den Irakkrieg teil. Eine größere Bekanntheit erlangte die Gruppe beim G8-Gipfel in Gleneagles 2005. Die Clownarmee hat heute zahlreiche aktive Gruppen in verschiedenen Ländern, z. B. Großbritannien, Irland, Niederlande, Belgien, Frankreich, Dänemark, Deutschland, Israel und Österreich. Viele andere Gruppen haben sich von der ursprünglichen Gruppierung inspirieren lassen.

## Auftreten

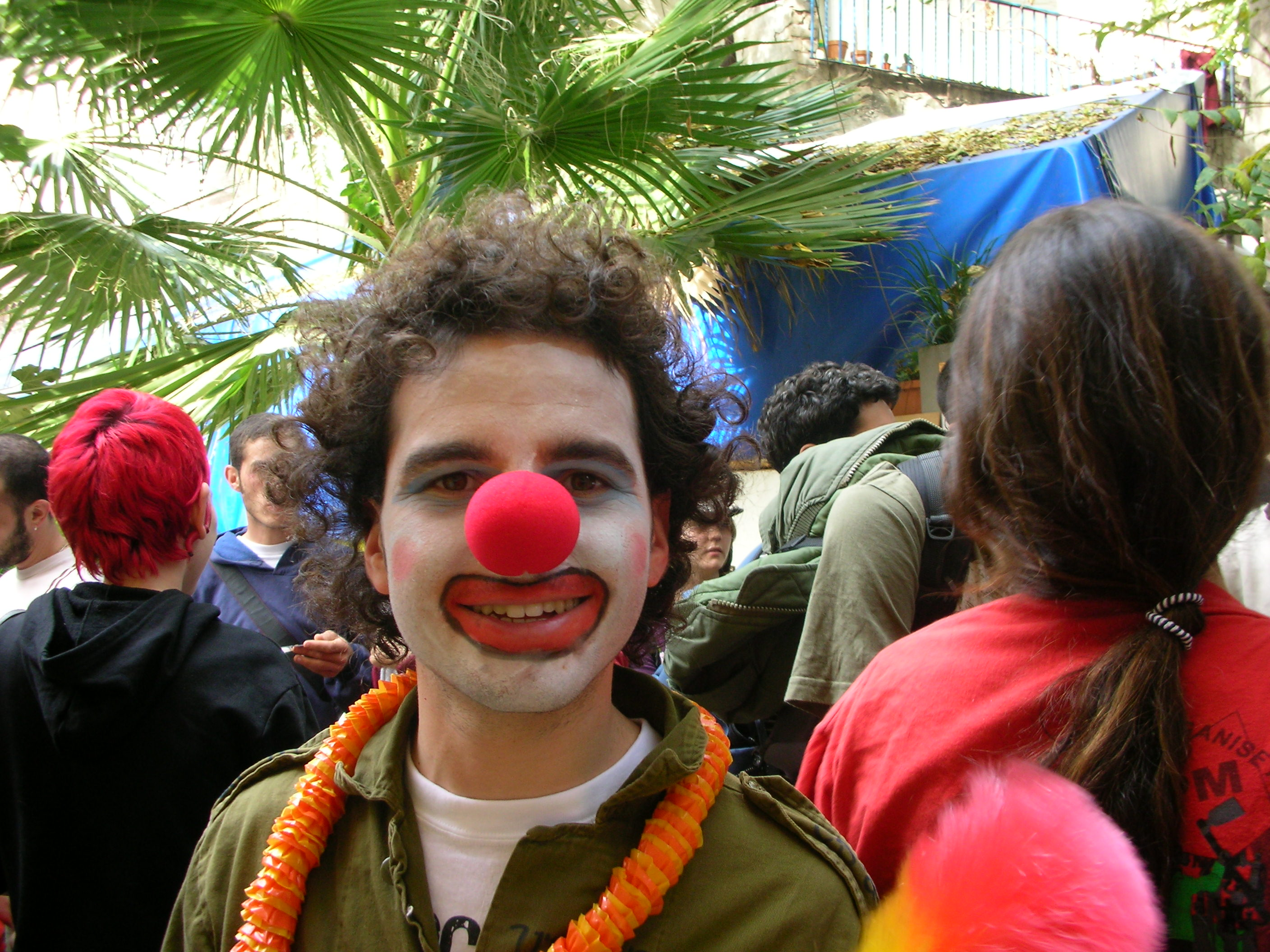
Mitglied der Clown-Armee beim Buy Nothing Day in Israel 2006.

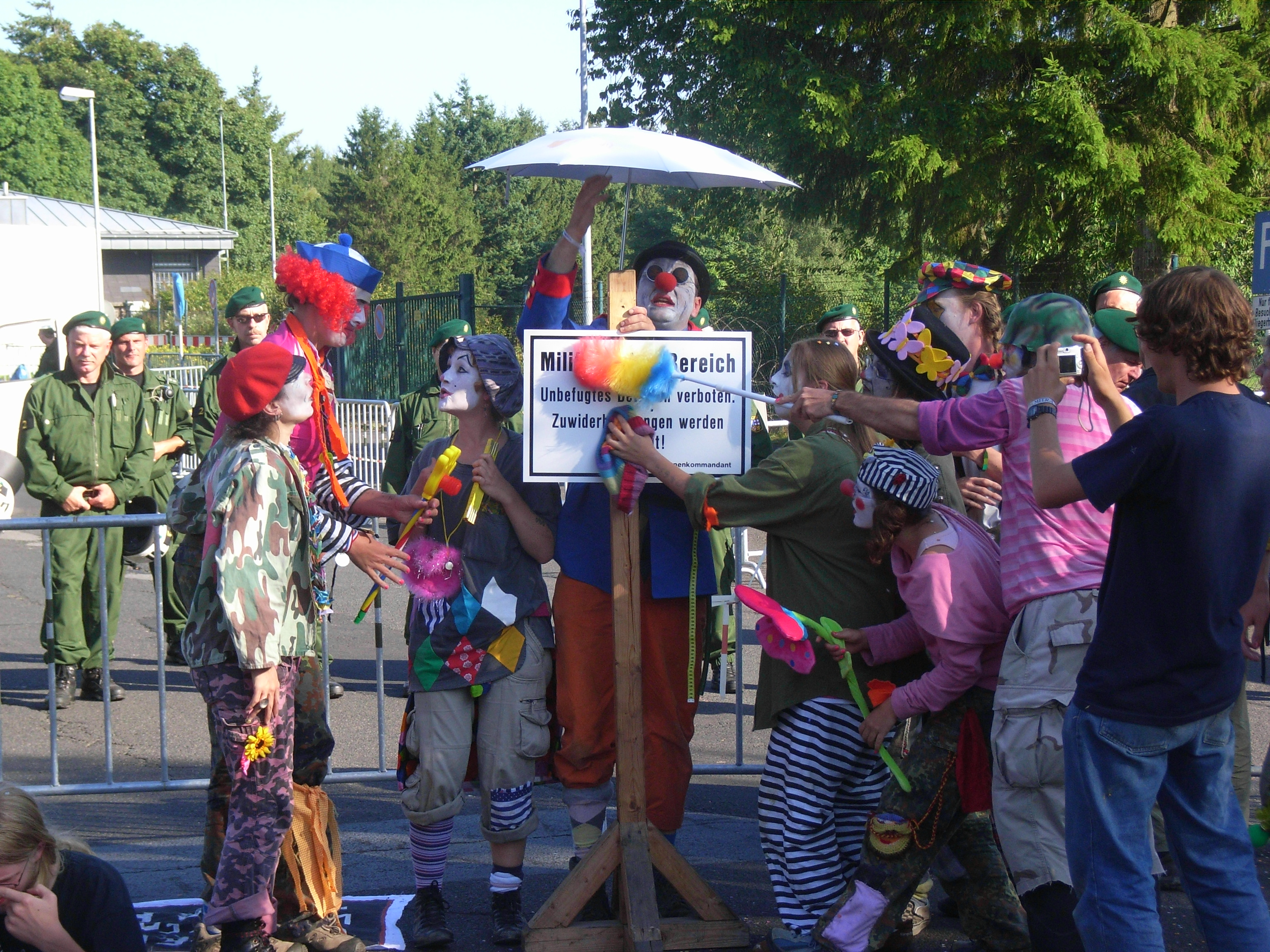
Clowns vor dem Fliegerhorst Büchel bei einer Demonstration gegen Atomwaffen

Teilnehmer an Aktionen von CIRCA tragen typischerweise militärische Tarnkleidung, die durch grelle Aufnäher und politische Slogans verfremdet wird. Die „Bewaffnung“ beschränkt sich üblicherweise auf bunte Staubwedel, auch wenn manche Aktivisten Wasserpistolen tragen. Das Kostüm wird durch eine rote Clownsnase und Schminke ergänzt. In Deutschland können die Clowns dabei gegen das Vermummungsverbot verstoßen. Dies polizeilich zu verfolgen gestaltet sich jedoch in den meisten Fällen als schwierig und eskalierend. Durch das Mitführen einzelner Verkleidungsgegenstände zu einer Demonstration, von denen möglicherweise nicht alle gleichzeitig getragen werden sollen, ist ein Verstoß gegen das Vermummungsverbot nicht automatisch gegeben.
Bei ihren Aktionen marschiert die Armee in einer Parodie der Militärparade auf. Dann beginnen Aktionen wie zum Beispiel, Polizisten und Einsatzfahrzeuge abzustauben, sich in grimmiger Pose neben Polizisten zu stellen oder sie nasszuspritzen. Hauptzweck dieses Vorgehens ist es, militärisches Auftreten durch übertreibende Nachahmung lächerlich zu machen und die Sicherheitskräfte zu verwirren.
CIRCA vertritt den Standpunkt, dass diese Aktionen mehr seien als turbulente Komik: Die Kostümierung und das Auftreten der Clownarmee könne der Entschärfung von Konfliktsituationen dienen, wie sie beim Aufeinandertreffen von Demonstranten und Sicherheitskräften nicht selten sind. Die Kostüme dienen einerseits zur Verwirrung unbeteiligter Personen und unterstützen den Effekt von Aktionen, andererseits helfen sie auch bei der Wahrung der Anonymität.

## Vorfälle
Auf dem bundesweiten Vernetzungstreffen gegen Studiengebühren auf dem Bochumer Uni-Campus am 14. April 2007 wollte die Polizei die Personalien aller anwesenden Personen aufnehmen. Nach verschiedenen Aktionen wie einem Clown-Marsch durch die Polizeiabsperrungen, dem Einkesseln der Beamten oder Anschleichübungen verloren die Polizisten den Überblick und brachen die Aktion nach zwei Stunden ab.
Beim G8-Gipfel in Heiligendamm 2007 geriet die Clownarmee in die Kritik, weil die Behörden ihr vorwarfen, Polizeibeamte mit einer Säure bespritzt zu haben. Nach Angaben von CIRCA und einer Klinik, in der Beamte behandelt wurden, habe es sich dabei lediglich um Seifenlauge für Seifenblasen gehandelt. Ein Polizeisprecher bestätigte später, dass die Flüssigkeit weder giftig war noch einen stark sauren oder stark basischen pH-Wert hatte.

## Kritik
Es wird diskutiert, ob eine direkte Kritik an den vorherrschenden Machtverhältnissen, wie die Armeeclowns sie propagieren, sinnvoll ist. Indem sie Polizisten auf Demonstrationen karikieren und provozieren, entsteht eine Auseinandersetzung, die oft vom Thema der Demonstrationen weg führt. Vielmehr, so die Kritik, müsse es als Clown darum gehen, Uniformen und Machtverhältnisse zu dekonstruieren. Das Mittel der Spiegelung sei dabei nicht immer angebracht.